# Enemigo íntimo
Enemigo íntimo é uma telenovela estadunidense produzida pela  Argos Comunicación para a Telemundo e exibida entre 21 de fevereiro e 7 de maio de 2018, substituindo Señora Acero 4 e senda subtitulada El señor de los cielos 6.
A trama é original de Hubert Barrero e dirigida por Danny Gavidia e Felipe Aguilar.
É protagonizada antagonicamente por Fernanda Castillo junto com Raúl Méndez, Matías Novoa e Irán Castillo e antagonizada por Guillermo Quintanilla, Alejandro Speitzer, Aitor Luna, Amaranta Ruiz, e primeiro atores Leonardo Daniel, Otto Sirgo e Manuel Ojeda.
Em 7 de maio de 2018, a Telemundo confirmou que o programa foi renovado para uma segunda temporada.

## Sinopse
Tudo começa com Alejandro, um menino de 10 anos que brinca inocente com sua irmã de 4 anos, quando seus pais são brutalmente assassinados por um homem de braço tatuado, pertencente a um dos muitos e poderosos cartéis que aterrorizam o México. A garota, sua irmãzinha é seqüestrada.
Depois de 25 anos, essa criança se tornou o capitão Alejandro da Polícia Federal e luta contra os cartéis de drogas. No norte do México, na fronteira com os Estados Unidos, o capitão Alejandro e seus homens enfrentam traficantes de drogas quando tentavam atravessar drogas através de um túnel para o país vizinho e, nesse processo, matam a Colibrí, importante integrante do Cartel Mil Cumbres.
No outro lado do mundo, Roxana Rodiles, em nome de Federico Montalvo, presidente da Atlantic Bank, faz uma importante doação de milhões de dólares para Henri Noguers Fundação, para o benefício de crianças africanas e tentar fechar um negócio de comprar e vender diamantes com um prestigiado empresário de nome japonês. No entanto, tudo vai desmoronar quando a Interpol tenta capturá-la. Depois de ser presa e interrogada, Roxana termina na prisão de Las Dunas, que abriga homens e mulheres simultaneamente em diferentes pavilhões.
Para dar outro golpe aos cartéis, Alejandro desenvolve um plano arriscado: infiltrar um de seus homens em Las Dunas. O escolhido acaba por ser Daniel Laborde, 27 anos, cujo trabalho será ganhar a confiança de Roxana Rodiles, fazê-la se apaixonar por ele e obter informações sobre o cartel. Mas as coisas não vão como o capitão Alejandro espera, porque Daniel vai acabar se apaixonando por Roxana.

## Elenco

### Principal
| Ator                   | Personagem                                                          |
| ---------------------- | ------------------------------------------------------------------- |
| Fernanda Castillo      | Roxana Rodiles Alias "La Perfumada" "El Profesor" / Adelaida Ferrer |
| Raúl Méndez            | Alejandro Ferrer                                                    |
| Matías Novoa           | Daniel Laborde / Eduardo Tapia García "El Tilapia"                  |
| Rafael Sánchez-Navarro | Leopoldo Borges                                                     |
| Guillermo Quintanilla  | Guillotina                                                          |
| Leonardo Daniel        | Comandante David Gómez                                              |
| Otto Sirgo             | Nemesio Rendón                                                      |

### Recorrente
| Ator                   | Personagem                                                  |
| ---------------------- | ----------------------------------------------------------- |
| Alejandro Speitzer     | Luis "El Berebere" Rendón                                   |
| Armando Hernández      | Colmillo                                                    |
| Samadhi Zendejas       | La Mamba                                                    |
| Valentina Acosta       | Teniente Olivia Reyes                                       |
| Itahisa Machado        | Marimar Rubio                                               |
| Elvira Monsell         | Zoraida                                                     |
| Mayra Rojas            | Clarisa                                                     |
| Alpha Acosta           | Minerva Zambrano                                            |
| Mayra Sierra           | Silvia Castañeda                                            |
| Mar Zamora             | Ochún                                                       |
| María del Carmen Félix | Ana Mercedes Calicio Párraga "La Puma"                      |
| Mauricio Rousselon     | El Bowser                                                   |
| Tomás Rojas            | El Orejas                                                   |
| Natalia Benvenuto      | La Puki                                                     |
| Alan Ciangherotti      | Buitre                                                      |
| Tania Niebla           | Tamara                                                      |
| Miguel René Moreno     | Teniente Gabriel Puenzo                                     |
| René García Miranda    |                                                             |
| Francisco Calvillo     | Rafael Mantilla Moreno "El Patojo"                          |
| Diego Soldano          | Federico Montalvo                                           |
| Flavio Peniche         | Pedro Bencomo Saldivia "Sansón"                             |
| Sandra Benhumea        | Lula Pineda                                                 |
| Rafael Nieves          | Teniente Carlos Muñán                                       |
| Mónica Jiménez         | Eladia                                                      |
| Jorge Lan              | Gonzalo                                                     |
| Iván Aragón            | Chamaco                                                     |
| Jean Paul Leroux       | Ángel Cordero                                               |
| Roberto Uscanga        | Fermín Pedraza "El Cristero"                                |
| Eduardo Reza           |                                                             |
| Martín Rojas           | El Kraken                                                   |
| Pedro González         | El Turco                                                    |
| Claudia Frías          | Chacala                                                     |
| Estrella Solís         | Dulcita                                                     |
| Ricardo Barona         | Doctor del Penal "Las Dunas"                                |
| César Urena            | Yair Montes Rubio / Augusto Montes de Oca / Gregory Salazar |
| Demián Kalach          | El Feo                                                      |
| Pedro González         | Julián "El Turco"                                           |